# Лазаревич, Никола
Никола Лазаревич (серб. Nikola Lazarevic; род. 29 января 1978, Ниш) — сербский футбольный тренер.

## Биография
Начинал свою тренерскую карьеру с молодёжными командами города Ниш. Работал в молодёжной сборной Сербии. В 2012 году специалист переехал в Таджикистан, куда его позвал его соотечественник Никола Кавазович. Лазаревич стал помощником своего тёзки в сборной Таджикистана и в клубе «Истиклол». В штабе он занимал должность тренера по физической подготовке. Параллельно Лазаревич возглавлял молодёжную сборную страны. В 2014 году специалист работал в Китае с молодёжным составом клуба «Шэньчжэнь Руби».
В 2015 году тренер вернулся в «Истиклол». Через год Никола Лазаревич возглавил эту команду. В разное время он был на стажировках в мадридском «Атлетико», питерском «Зените» и швейцарском «Базеле». В 2016 году серб в качестве главного тренера вернулся «Истиклол». Под его руководством команда сделала «золотой дубль», победив в чемпионате и в Кубке Таджикистана. Однако в октябре 2016 он был уволен с со своего поста.
В декабре 2019 года специалист вернулся в Таджикистан. Там он возглавил клуб «Худжанд». В июле стало известно, что он не сможет руководить командой из-за закрытия границ Сербии и Таджикистана, вызванной пандемией коронавирусной инфекции.

## Достижения
- Чемпион Таджикистана (1): 2016.
- Обладатель Кубка Таджикистана (2): 2016, 2024.